# Alexander Iwanowitsch Glebow

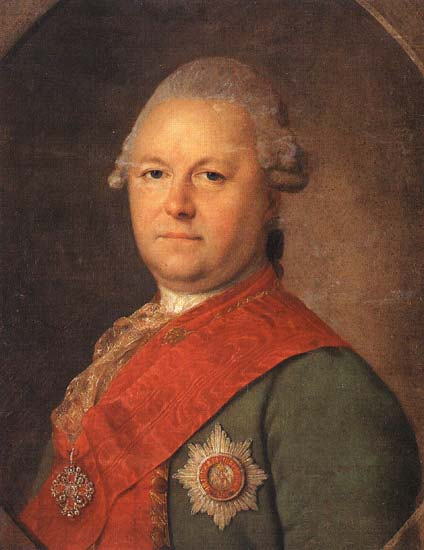
Alexander Iwanowitsch Glebow (1770)

Alexander Iwanowitsch Glebow (russisch Александр Иванович Глебов; * 26. Augustjul. / 6. September 1722greg.; † 2. Junijul. / 13. Juni 1790greg. an der Chodynka) war ein russischer Offizier, Staatsbeamter und Politiker.

## Leben
Glebow stammte aus einer alten Adelsfamilie. Er absolvierte das Kadettenkorps und wurde als Fünfzehnjähriger Sergeant im Butyrskaja-Infanterieregiment. Im Russisch-Österreichischen Türkenkrieg (1736–1739) nahm er unter Generalfeldmarschall Burkhard Christoph von Münnich 1737 am Sturm auf die osmanische Festung Otschakiw teil. Im August 1739 kämpfte er als Porutschik in der Schlacht bei Stawutschany nahe Chotyn und wurde schwer verwundet.

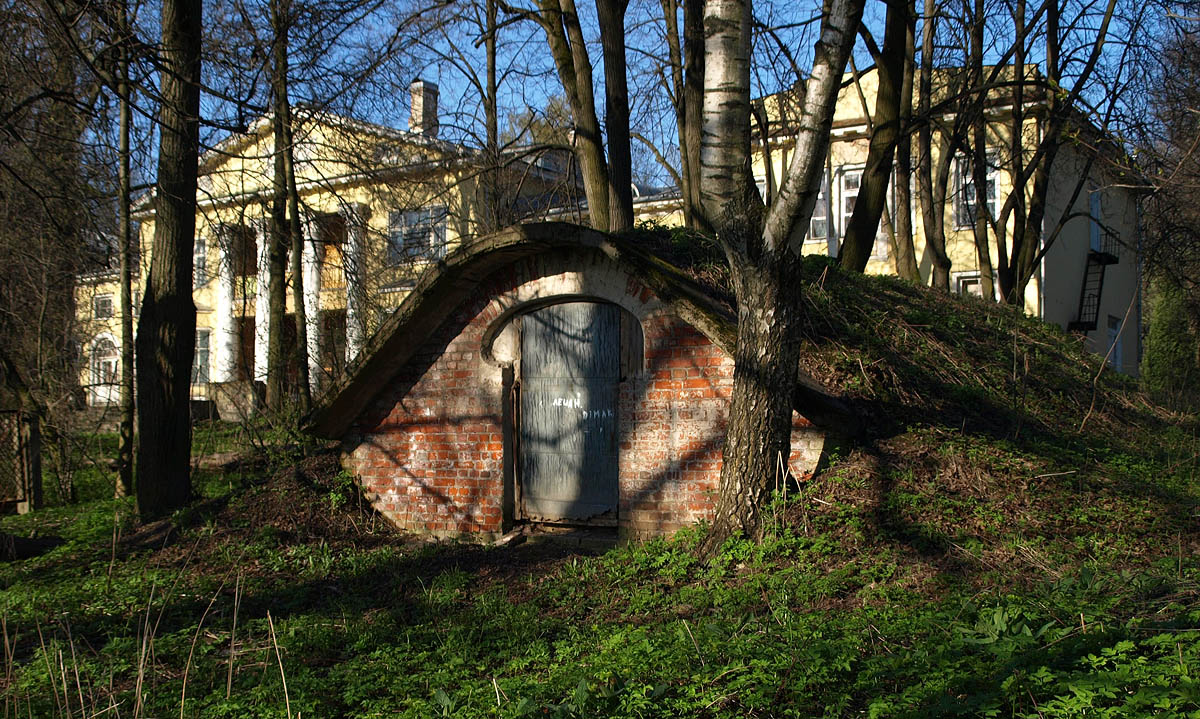
Herrenhaus Winogradowo

1849 wechselte Glebow als Kollegienassessor (8. Rangklasse) in den zivilen Staatsdienst. 1754 wurde er durch Protektion des Günstlings der Kaiserin Elisabeth Graf Pjotr Iwanowitsch Schuwalow Obersekretär des Senats. 1756 wurde Glebow Oberprokuror des Senats. 1758 erhielt er den Orden der Heiligen Anna I. Klasse. 1760 wurde er zum Generalkriegskommissar ernannt.
Nach dem Regierungsantritt Peters III. wurde Glebow, der ein Freund Peters III. war, sogleich Generalprokurator des Senats. Er führte dieses Amt nicht so sorgfältig wie sein Vorgänger Jakow Petrowitsch Schachowskoi und vernachlässigte die Versorgung der Truppen im Krieg gegen Preußen. Er wurde mit der Vorbereitung neuer Dekrete beauftragt. Insbesondere gehörte er zu den Autoren der im Februar 1761 veröffentlichten Manifeste über die Freiheiten des russischen Adels und über die Auflösung der Geheimen Kanzlei. Gleichzeitig erhielt er den Alexander-Newski-Orden.
Während des Sturzes Peters III. 1762 unterstützte Glebow Katharina II., die ihm dann das Amt des Generalprokurors beließ und ihm zusammen mit Graf Nikita Iwanowitsch Panin die Leitung der neuen Geheimen Expedition für die Behandlung aller politischen Angelegenheiten anvertraute. Seine Stellung bei Hofe wurde bald erschüttert, wozu seine zweifelhaften Geschäfte insbesondere im Zusammenhang mit der Weinsteuerpacht in Irkutsk beitrugen. Nach einer Untersuchung verlor er im Februar 1764 das Amt des Generalprokurors und die Berechtigung, andere Ämter zu übernehmen. Sein Nachfolger war Alexander Alexejewitsch Wjasemski.

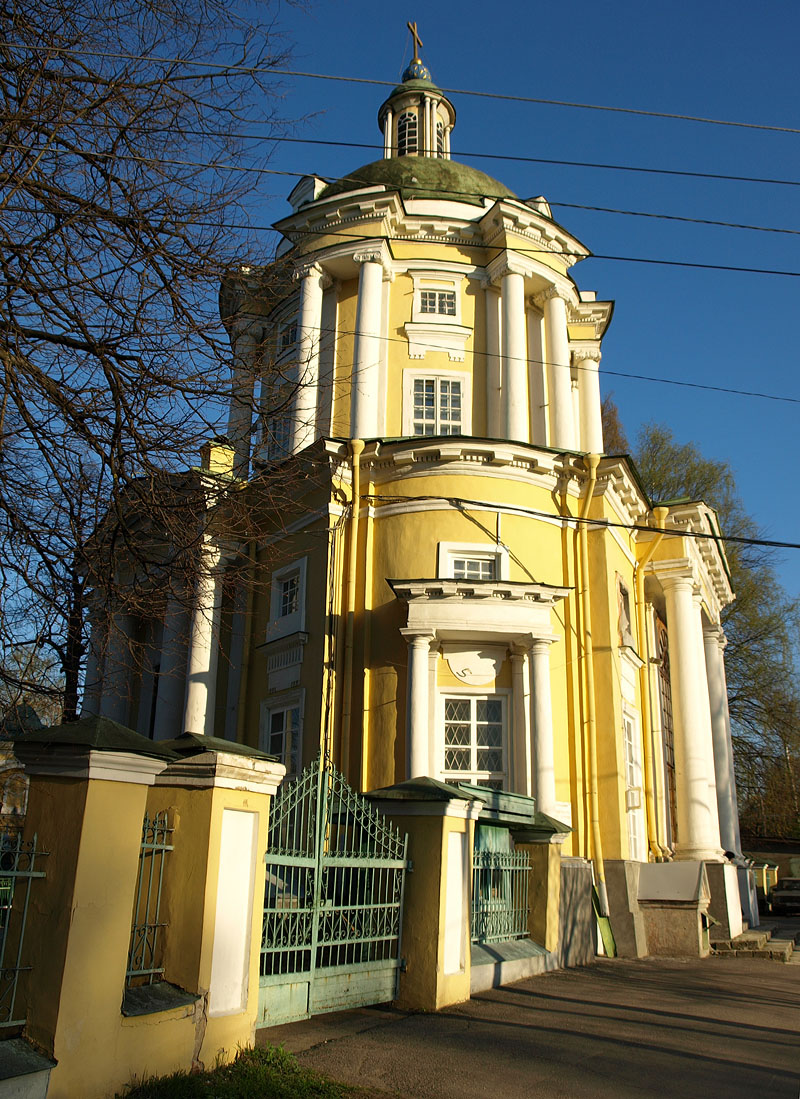
Winogradowoer Kirche der Gottesmutter von Wladimir

Trotzdem blieb Glebow Generalkriegskommissar, und 1773 wurde er sogar zum General en chef befördert. 1775 wurde er Generalgouverneur der Gouvernements Smolensk und Belgorod. Im Jahr darauf wurden schwerwiegende Missstände und Veruntreuungen im Hauptkriegskommissariat aufgedeckt, die in der Zeit seiner Leitung geschehen waren. Katharina berief eine besondere Untersuchungskommission, worauf Glebow im Juni 1776 nach St. Petersburg gerufen und aus allen seinen Ämtern entlassen wurde. Sein Nachfolger als Generalkriegskommissar war Nikolai Dmitrijewitsch Durnowo. Im Gerichtsverfahren wurde Glebow wegen Dienstverletzung zur Entfernung aus dem Staatsdienst und Hausarrest auf seinen Besitzungen verurteilt. Katharina II. genehmigte das Urteil im September 1784.
Glebow lebte nun auf seinem Besitz in Moskau an der Chodynka und auf seinem Landsitz Winogradowo bei Moskau. Er hatte 1758 das Dorf Dubrowka erworben und dann dort das Herrenhaus Winogradowo im klassischen Stil mit Park erbauen lassen. 1772–1777 ersetzte er die Steinkirche aus dem 17. Jahrhundert durch die neue Kirche der Gottesmutter von Wladimir im Stil des für die Zeit Katharinas II. typischen russischen Klassizismus. Der Architekt war Wassili Iwanowitsch Baschenow oder Matwei Fjodorowitsch Kasakow. Gäste in Winogradowo waren Gawriil Romanowitsch Derschawin, Nikolai Michailowitsch Karamsin und andere Vertreter der russischen Aufklärung.
Glebow war dreimal verheiratet und blieb kinderlos. Seine zweite Frau war eine Cousine der Kaiserin Elisabeth und starb bald nach der Heirat. Glebow vermachte Winogradowo der Tochter seiner dritten Frau aus deren erster Ehe Elisabeth Franz, die Iwan Iwanowitsch Benckendorff, Onkel Alexander von Benckendorffs, heiratete. Glebow wurde in der Winogradowoer Kirche der Gottesmutter von Wladimir bestattet.